# Strachota Mikołajewic ze Ściborzyc
 Strachota Mikołajewic ze Ściborzyc  herbu Ostoja – dziedzic Ściborzyc, podkomorzy mazowiecki, dworzanin księcia mazowieckiego Siemowita I.

## Życiorys
Strachota był synem Mikołaja ze Ściborzyc herbu Ostoja, fundatora kościoła w Wysocicach. Strachota wraz z bratem Ściborem po śmierci ojca sprzedali Ściborzyce klasztorowi cystersów w Szczyrzycu. Potwierdzenie tego faktu znajduje się w dokumencie datowanym na dzień 14 maja 1252 roku, zatwierdzanym przez książę Bolesław Wstydliwy.
Po sprzedaży ojcowizny Strachota przeniósł się na Mazowsze, gdzie władał książę Siemowit I, syn Konrada Mazowieckiego. Strachota wymieniony jest w kilku dokumentach tego księcia (z 1254 roku wystawionych w Płocku, z Ostrowia z 1256 roku i z Czerwińska z 1257 roku oraz na dokumencie z 1261 roku z Błonia, gdzie świadkuje jako podkomorzy). Karierę Strachoty na Mazowszu potwierdza niemal identyczny z wysocickim znak (godło herbu Ostoja) na ołowianej plombie z Drohiczyna, grodzie Siemowit I przebywał ze swą drużyną po 1252 roku.